# 奶子藤属
奶子藤属（学名：Bousigonia）是夹竹桃科下的一个属，为攀援灌木植物。该属共有奶子藤（Bousigonia mekongensis）等2种，分布于越南及中国云南。